# Wilhelm Stöckl
Wilhelm Stöckl (* 30. Dezember 1925 in Regensburg; † 11. Juli 2006 ebenda) war ein deutscher Politiker der SPD.

## Werdegang
Stöckl besuchte sechs Jahre die Oberschule, die er auf Grund der Kriegswirren des Zweiten Weltkrieges ohne Abschluss verließ. Als Obergefreiter der Wehrmacht war er unter anderem an der Ostfront eingesetzt, wo er 1944 schwer verwundet wurde und ihm das rechte Bein amputiert werden musste.
Nach dem Notabitur ließ er sich zum Lehrer ausbilden und stieg später zum Stadtschulrat in Regensburg auf. 1964 trat er der SPD bei. Von 1976 bis 1983 war er Mitglied des Deutschen Bundestages. Er zog stets über die Landesliste Bayern in den Bundestag ein.
Seit 1975 war er Mitglied der Gewerkschaft ÖTV.

## Ehrungen
- 1986: Verdienstkreuz 1. Klasse der Bundesrepublik Deutschland